# Municipio de Crocker
El municipio de Crocker (en inglés: Crocker Township) es un municipio ubicado en el condado de Polk en el estado estadounidense de Iowa. En el año 2010 tenía una población de 45595 habitantes y una densidad poblacional de 567,5 personas por km².

## Geografía
El municipio de Crocker se encuentra ubicado en las coordenadas 41°44′7″N 93°37′51″O / 41.73528, -93.63083. Según la Oficina del Censo de los Estados Unidos, el municipio tiene una superficie total de 80.34 km², de la cual 80.34 km² corresponden a tierra firme y (0%) 0 km² es agua.

## Demografía
Según el censo de 2010, había 45595 personas residiendo en el municipio de Crocker. La densidad de población era de 567,5 hab./km². De los 45595 habitantes, el municipio de Crocker estaba compuesto por el 95.08% blancos, el 1.14% eran afroamericanos, el 0.13% eran amerindios, el 1.84% eran asiáticos, el 0.05% eran isleños del Pacífico, el 0.53% eran de otras razas y el 1.22% pertenecían a dos o más razas. Del total de la población el 2.14% eran hispanos o latinos de cualquier raza.